# Wolha Judsenkowa
Wolha Judenkowa (belarussisch Вольга Юдзенкова, engl. Transkription Volha Judzenkova, russisch Ольга Юденкова – Olga Judenkowa – Olga Yudenkova; * 7. Januar 1967) ist eine belarussische Marathonläuferin.

## Werdegang
Bei den Leichtathletik-Weltmeisterschaften 1997 in Athen vertrat sie ihr Land und belegte den 26. Platz. In Deutschland bekannt wurde sie durch ihre Erfolge beim Hannover-Marathon, den sie 1998 in ihrer persönlichen Bestzeit von 2:32:52 gewann und bei dem sie 1997 und 1999 den zweiten Platz belegte.
2004 und 2005 gewann sie den Carlsbad-Marathon.